# 不要懷疑
不要懷疑樂團（英語：No Doubt）是1986年成立於加州安納海姆的美國搖滾樂團。1992年，他們發行了以斯卡流行式曲風為基礎的首張同名專輯《不要懷疑》，但未掀起風潮。1995年的鑽石認證專輯《悲慘王國》（Tragic Kingdom）讓不要懷疑樂團一舉成名，並成功引領了1990年代斯卡音樂復興。專輯的第三首單曲《Don't Speak》創下了連續十六週獨霸告示牌熱門100點播排行榜冠軍的紀錄。

## 歷史

### 樂團初期（1986年～1995年）
Eric Stefani和他的妹妹Gwen Stefani在1986年創立了一個樂團叫做蘋果。近一年後，Eric和John Spence在Dairy Queen認識並且提到了一起組團的事情，而後Eric找了一些樂手進行了團練，那些樂手便是樂團的初始團員。
1987年12月，樂團決定解散但在幾個星期後重組，Alan Meade接手領導主唱的位置，在Alan離團後，Gwen接手了領導主唱的位置。
1990年和剛成立的Interscope Records簽了唱片約，雖然到了1992年樂團終於發行了他們的同名專輯，但在沒有電台主打歌以及主流單曲行銷的情況下(縱使他們拍了裡面一首歌的MV)以及唱片公司的支援下，一開始只賣了三萬張，而唱片公司也拒絕樂團提出的演唱會支援要求。
隔年樂團開始著手製作他們的第二張專輯，但是很多想法意見都被唱片公司退回來，Eric對當時的製作人Matthew Wilder感到不滿，隨即停止了錄音的腳步，之後Eric退出樂團，Kanal也追隨著他的腳步因為他感到沒發展空間。1995年唱片公司把專輯的製作轉移到Trauma Records，同年樂團透過自己的公司Beacon Street Records發行了他們的第二張專輯。專輯風格融合了80年代的龐克樂以及油漬搖滾，主唱的力道也比第一張專輯更強烈，銷售量則是超過第一張專輯的三倍，同年底樂團發行了他們的第三張專輯，Kanal和Stefani的關係也更緊密。

### 主要成功（1995年～2000年）
第三張專輯的發行以及首發單曲Just A Girl取得巨大的成功，將樂團推向主流樂團的行列，同年樂團開始長達27個月的巡迴演出。1996年推出的第二首單曲Spiderwebs和描寫Stefani跟Kanal分手故事的情歌Don't Speak繼續取得佳績，其中Don't Speak破紀錄地在告示排行榜停留長達十六週之久。1997年樂團獲得葛萊美獎的最佳新人以及最佳搖滾專輯的提名，到了年底的時候專輯已經取得了八白金認證。
1998年他們靠著Don't Speak又獲得葛萊美獎的兩項提名：最佳單曲和最佳流行歌曲的主唱演出。1999年2月，專輯已經取得了鑽石級銷售認證並且在全球銷售累積一千六百萬張。隨著第三張專輯的成功，樂團再版了他們的同名專輯，使得該專輯的總銷量來到二十五萬張。同年樂團在電影原聲帶Go發表了他們的新歌New，這也是他們第三張專輯發表以來的第一首新歌單曲，New後來也被收錄進第四張專輯。

### 後續專輯（2000年～2004年）
2000年樂團發表了第四張作品，跟之前的專輯比起來這張的旋律顯的深程黑暗，歌詞主要在描述Stefani和當時Bush的主唱兼吉他手Gavin Rossdale之間的感情。這張專輯的反應不如之前的作品，主打單曲Ex-Girlfriend也擠不進告示排行榜的百名之內。2001年樂團隨即投入錄音工作，發行的新歌單曲Hey Baby請來Bounty Killer助陣，也隨即勇奪告示排行榜第五名的佳績，年底第五張專輯正式發行。
2003年對於樂團來說是豐收的一年，靠著Hey Baby樂團贏得葛萊美獎的最佳流行歌曲的主唱演出，年底樂團發行了他們的單曲精選集，也取得不錯的銷售量。
2004年樂團靠著第五張專輯中的單曲Underneath It All贏得了葛萊美獎的最佳流行歌曲的團體演出，年中樂團和眨眼182一起巡迴演出。

### 休息時期（2004年～2008年）
主唱Gwen Stefani在2004年底發行個人第一張專輯《Love. Angel. Music. Baby.》展開單飛生涯，也標示樂團的休息時期到來。專輯一推出，除僅在加拿大得到單一白金認證外，在多個國家都取得了複數白金認證。專輯的巡迴演出於2005年10月展開，在巡演途中也傳出了他懷孕的消息，並且在2006年5月26日產下兒子Kingston James McGregor Rossdale。2006年12月，Gwen Stefani發行了個人第二張專輯《The Sweet Escape》，並於2007年展開專輯的巡迴演唱會。
吉他手Tom Dumont和他好友Ted Matson於2005年組了一個雙人樂團Invincible Overlord，並且在官網上面公佈了他們的專輯The Living Album的前五首歌供歌迷免費下載，2006年和2007年8月又公佈了兩首新歌，同時表示會繼續公佈專輯裡面剩下的歌曲。Tom也在2005年擔任Matt Costa演唱會的支援樂手。
鼓手Adrian Young支援了老牌新潮流樂團Bow Wow Wow在2004年的巡迴演唱會，並且參與了樂團Unwritten Law於2005年發行的第五張專輯Here's to the Mourning中近半數的歌曲錄製。
貝斯手Tony Kanal與Pink合作了他在2008年發行的第五張專輯Funhouse，包括編曲創作以及合聲演出。

### 重回樂壇（2008年～2012年）
最早當Stefani發表他的第二張專輯時，樂團就已經開始在著手新專輯，本來預計在Stefani巡迴結束後完成。2008年3月Stefani表示目前的創作進度緩慢是因為懷了第二胎，這一年就在Stefani的懷孕和錄製下度過，樂團並沒有任何公開活動，其中Stefani的第二個兒子Zuma Nesta Rock於同年的8月21日誕生。
2009年3月7日樂團開始販售他們的演唱會門票，並且預計在明年發表第六張專輯。
2010年5月樂團開始進行新專輯的錄製工作，11月重新發行單曲精選輯並命名為Icon,除了新的封面以外價格也降低了。另外樂團為了在理想的環境下錄製，決定不在2012年以前推出新專輯。
2012年9月樂團推出了新專輯，距離上次發片已十一年，專輯發售後奪得billboard第三名。
2013年2月樂團宣布他們開始在製作新的曲目，並且預計展開巡迴演唱會。

### 二度休息（2013年～現在）
2013年9月Tom在推特上宣布樂團停止活動，預計一年的時間，但是直到今日尚未有任何消息，不過確定的是2014年9月樂團會參與Global Citizen Festival的演出。

## 作品列表

### 錄音室專輯
- 1992 - No doubt
- 1995 - The Beacon Street Collection
- 1995 - Tragic Kingdom
- 2000 - Return of Saturn
- 2001 - Rock Steady
- 2012 - Push & Shove

### 精選集
- 2003 - The Singles 1992–2003 (2010年再版為Icon)
- 2004 - Everything in Time

## 成員列表

### 現任團員
- 主唱 - Gwen Stefani (1986-現在)
- 吉他、鍵盤 - Tom Dumont (1988-現在)
- 貝斯、鍵盤 - Tony Kanal (1987-現在)
- 鼓手、打擊樂器 - Adrian Young (1989-現在)

### 離任團員
- 主唱 - John Spence (1986-1987)
- 主唱、小號 - Alan Meade (1986-1988)
- 吉他 - Jerry McMahon (1986-1988)
- 貝斯 - Chris Leal (1986-1987)
- 鼓手 - Chris Webb (1986-1989)
- 鍵盤 - Eric Stefani (1986-1995)
- 小號 - Gabriel Gonzalez (1986-1989)
- 小號 - Don Hammerstedt (1990-1992)
- 小號 - Phil Jordan (1992-1995)
- 長號 - Kevin Wells (1986-1987)
- 長號 - Paul Caseley (1987-1990)
- 長號 - Alex Henderson  (1991-1993)
- 薩克斯風 - Tony Meade (1986-1988)

### 支援樂手
- 小號、鍵盤、合聲 - Stephen Bradley (1995-現在)
- 長號、鍵盤、合聲 - Gabrial McNair (1993-現在)